# الکساندر شاتیلوف
الکساندر شاتیلوف (به انگلیسی: Alexander Shatilov) ژیمناست زادهٔ ۲۲ مارس ۱۹۸۷ میلادی اهل کشور اسرائیل است.